# Forêts pluviales des basses terres de Sulawesi
Localisation
Les forêts pluviales des basses terres de Sulawesi forment une écorégion définie par le fonds mondial pour la Nature (WWF). Elle couvre une part importante de l'île de Sulawesi et des îles alentour en Indonésie. Elle appartient à l'écozone australasienne et au biome des forêts décidues humides tropicales et subtropicales.

## Galerie

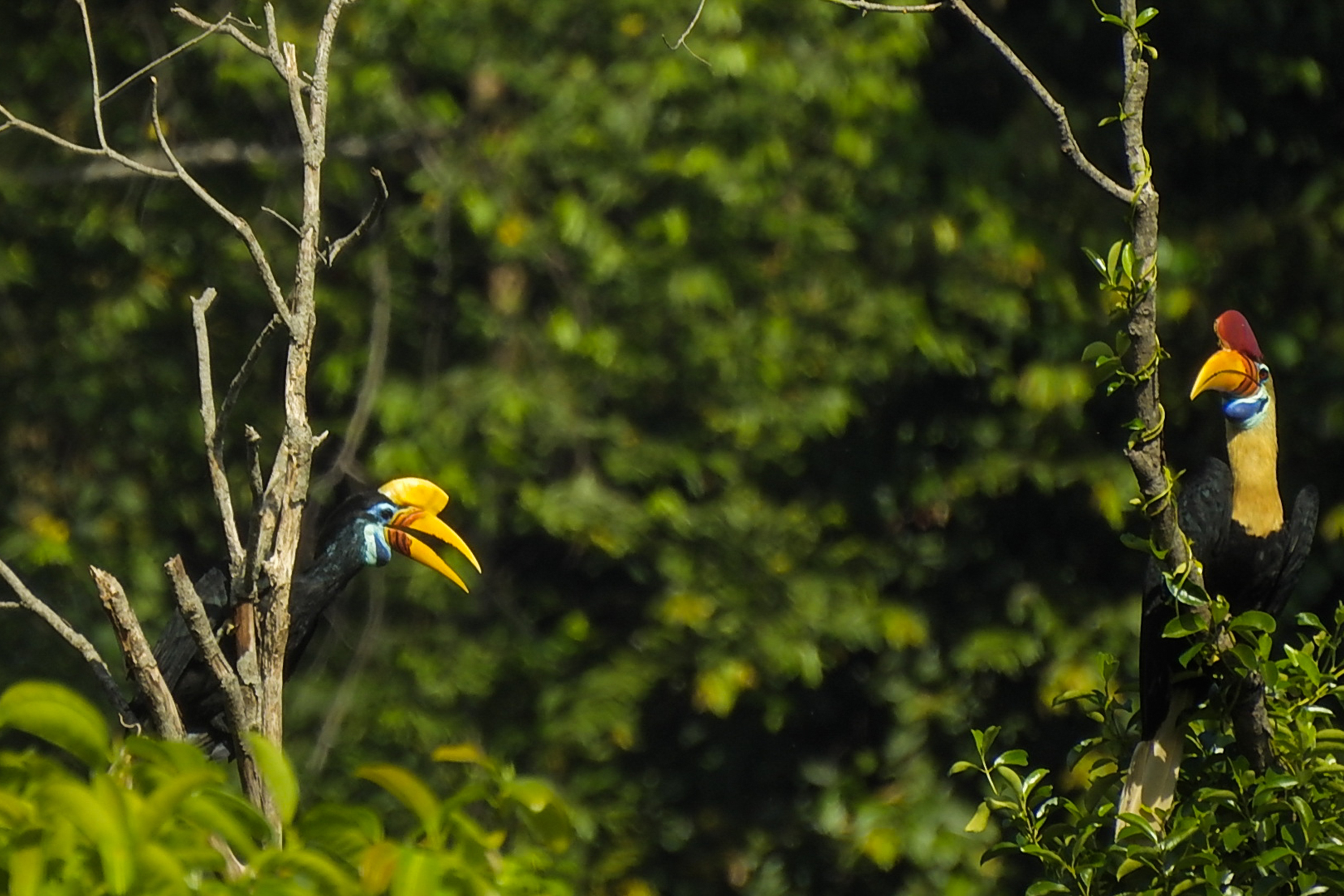
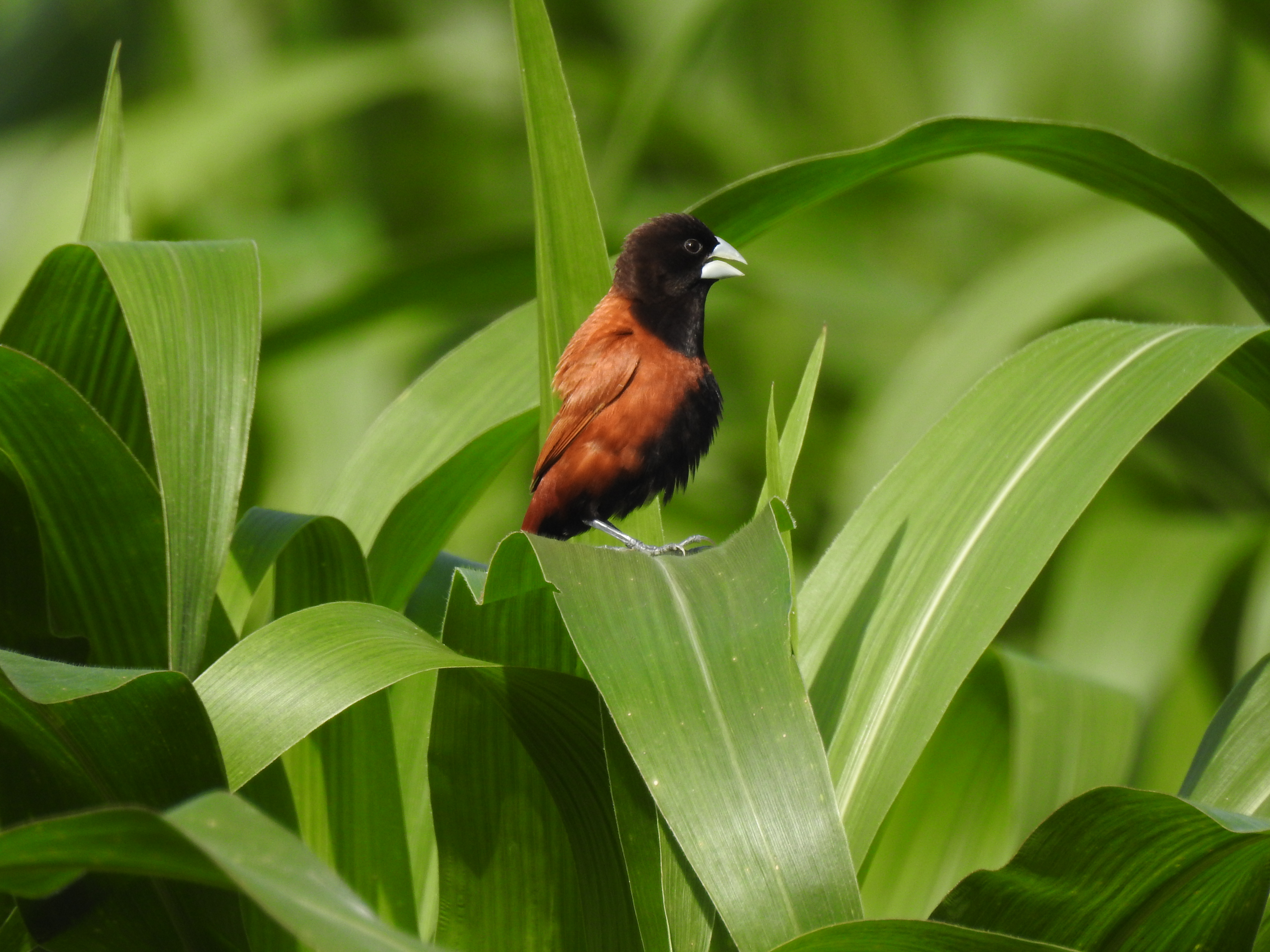
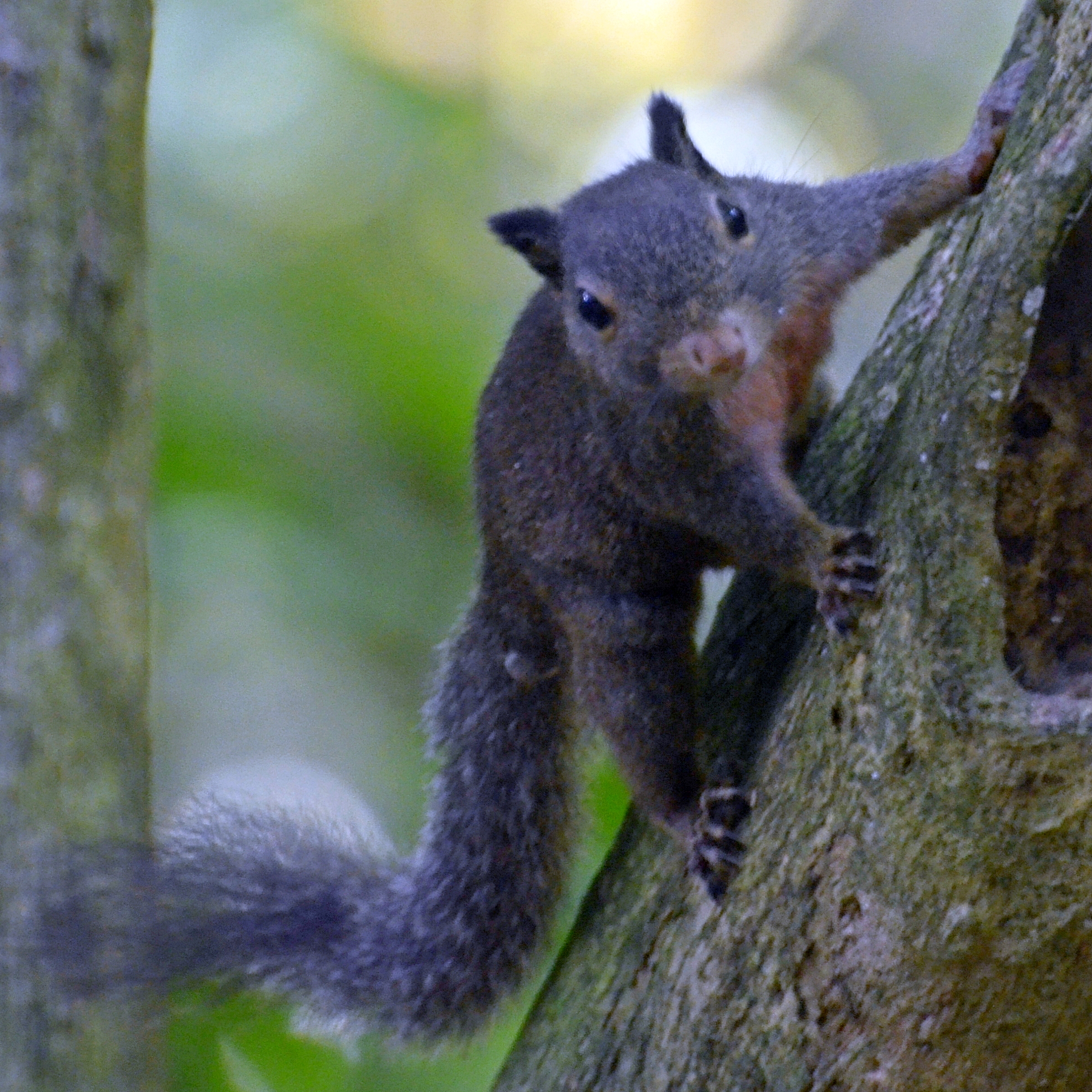
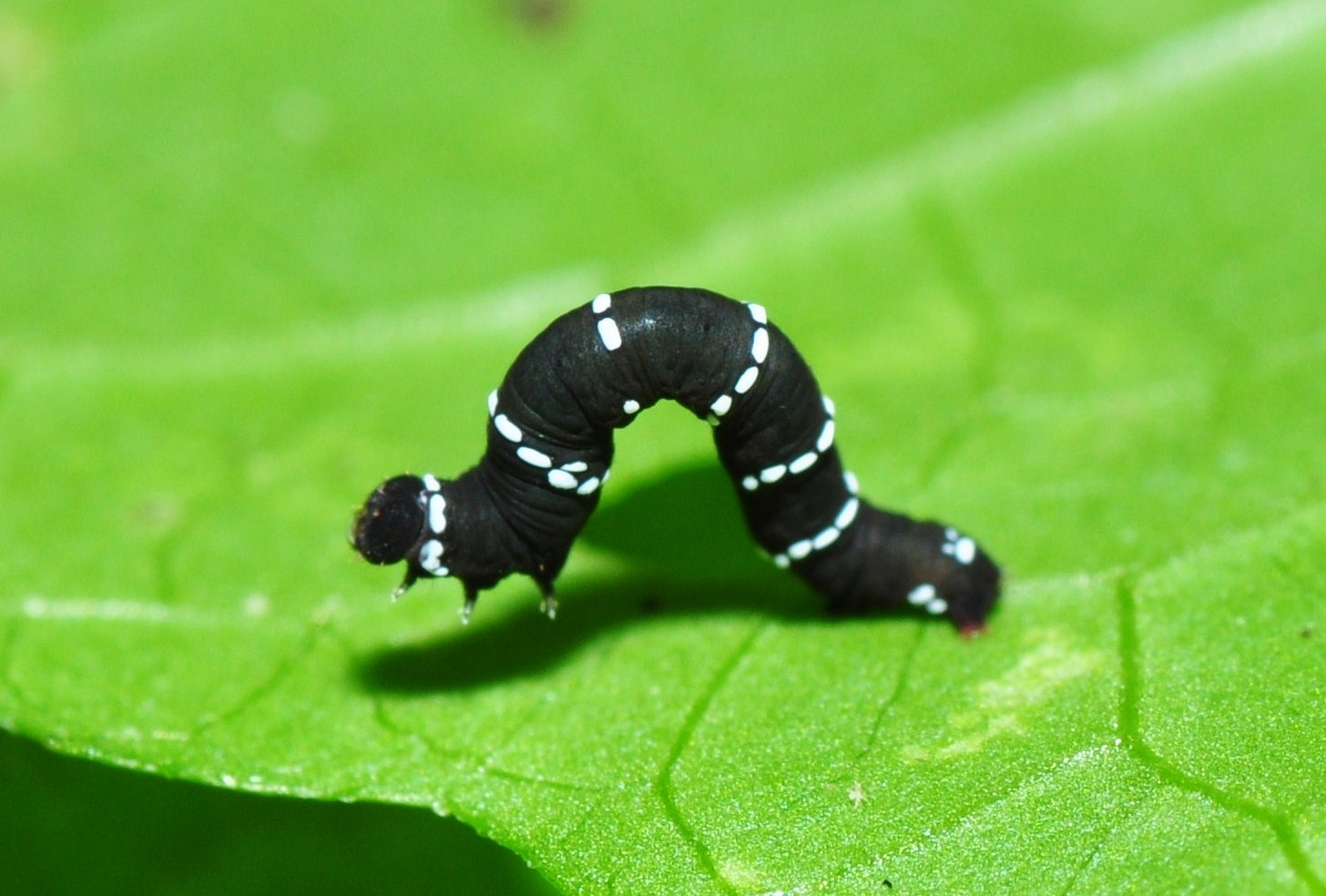
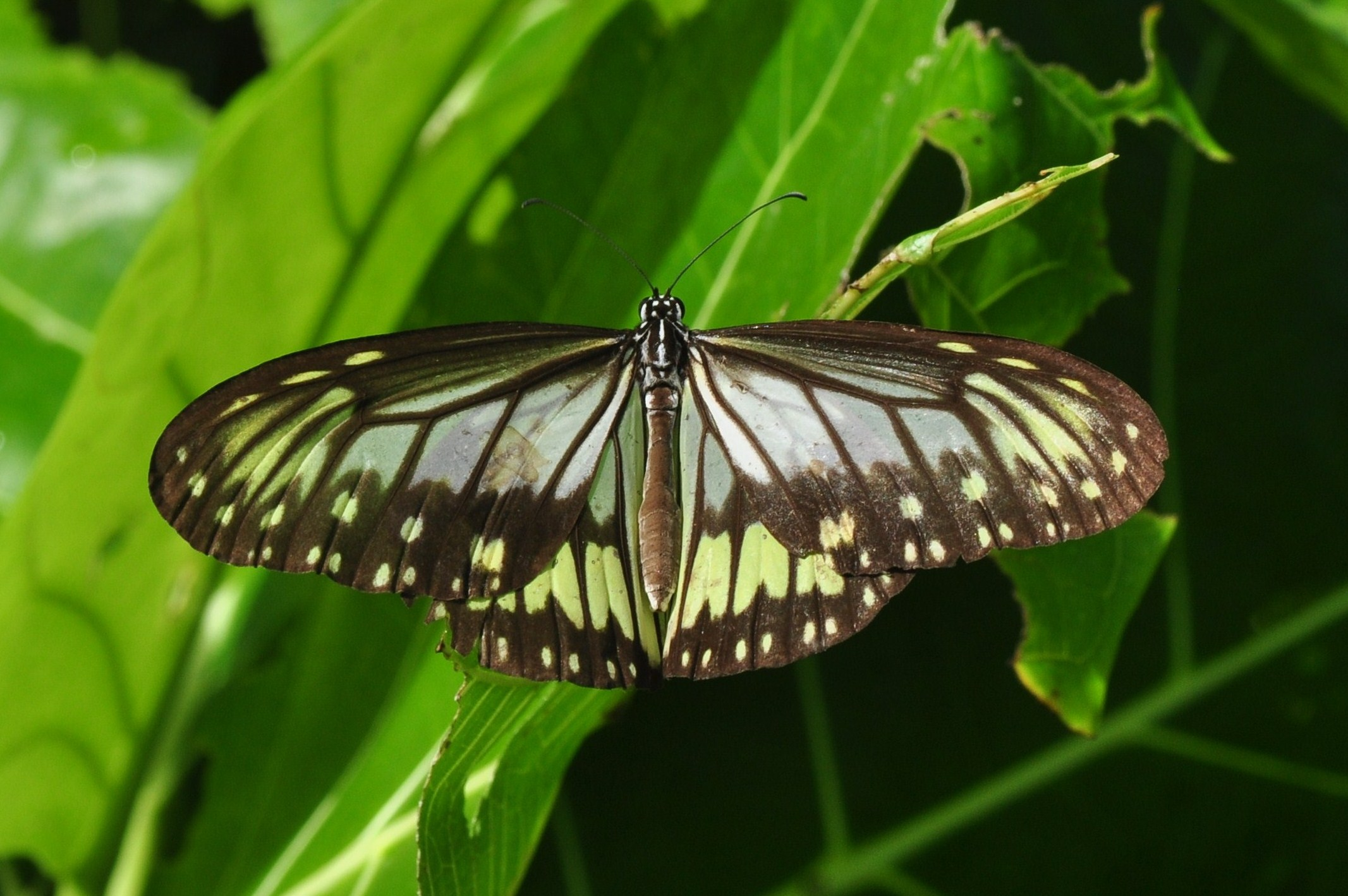

### Liens
- Ressources relatives à la géographie :   - One Earth
  - WWF